# Kto wykańcza europejską kuchnię?
Kto wykańcza europejską kuchnię? (ang. Who Is Killing the Great Chefs of Europe?) – amerykańsko-niemiecki film komediowy z 1978 roku w reżyserii Teda Kotcheffa. Zdjęcia kręcono w Londynie, Paryżu i Wenecji.

## Fabuła
Zaproszona do Londynu Natasha O'Brien ma za zadanie przygotować obiad na cześć Królowej, organizowany przez krytyka kulinarnego Maximilliana Vandeveera. Po przygotowaniu obiadu Natasha spędza noc ze znanym kuchmistrzem Louisem Kohnerem, którego specjalnością są pieczone gołąbki. Następnego dnia Natasha odnajduje ciało Louisa upieczone w piecu. Kolejnym szefem, z którym zaprzyjaźnia się Natasha jest Fausto Zoppi, specjalista od przyrządzania homarów. Jego ciało Natasha znajduje następnego dnia po upojnej nocy w pojemniku z homarami. Wtedy Natasha otrzymuje telefon od swojego byłego męża Robby'ego, właściciela fast-foodu, który domaga się, aby wróciła do Paryża, jeśli chce zapobiec śmierci kolejnych szefów kuchni. Kiedy Natasha wraca do Paryża, ginie kolejny szef kuchni - Moulineau, specjalista od potraw z kaczki.

## Główne role
- Jacqueline Bisset jako Natasha O'Brien
- Jean-Pierre Cassel jako Louis Kohner
- Robert Morley jako Maximillian Vandeveer
- Philippe Noiret jako Moulineau
- Gigi Proietti jako Ravello
- Jean Rochefort jako Auguste Grandvilliers
- George Segal jako Robby Ross
- Stefano Satta Flores jako Fausto Zoppi
- Madge Ryan jako Beecham
- Frank Windsor jako Blodgett
- Peter Sallis jako St. Claire
- Tim Barlow jako Doyle
- John Le Mesurier jako Dr. Deere
- Caroline Langrishe jako Loretta
- Eddie Tagoe jako Mumbala
- Joss Ackland jako Cantrell
- Jean Gaven jako Salpetre

## Nagrody i wyróżnienia
W 1978 Robert Morley otrzymał nagrodę Stowarzyszenia Krytyków Filmowych Los Angeles za najlepszą rolę drugoplanową. Wraz z Jacqueline Bisset był także nominowany w 1979 do nagrody Złotych Globów.